# Ulaniwka (rejon bogoduchowski)
Ulaniwka (ukr. Улянівка) – osiedle na Ukrainie, w obwodzie charkowskim, w rejonie bogoduchowskim, w hromadzie Bogoduchów. W 2001 liczyło 682 mieszkańców, spośród których 638 wskazało jako ojczysty język ukraiński, 37 rosyjski, a 7 białoruski.